# Fatmir Çaça
Fatmir Çaça (Croia, 26 maggio 1985) è un ex calciatore albanese, di ruolo difensore.